# Bianca Cugno
Bianca Cugno (Devoto (Córdoba), 22 de abril de 2003) es una jugadora argentina de voleibol que se desempeña como opuesta en el club brasileño Osasco Voleibol Clube y en la Selección femenina de voleibol de Argentina. 

## Historia
Tras formarse en la Sociedad Sportiva de Devoto, su localidad natal, saltó al Club Universitario de Córdoba, recalando luego en Estudiantes de La Plata y Boca Juniors para finalmente emigrar al voley francés a la edad de 18 años. Con el Béziers Ángels logró el título de la Copa de Francia en 2023, para a mediados de 2023 ser transferida al SF Paris Saint-Cloud, también de la primera división francesa. Con este equipo se consagró campeona de liga en la temporada 2023/24 luego de derrotar al Nantes Neptunes, siendo reconocida como la jugadora más valiosa de la primera de las dos finales. En la misma temporada logró llegar a las semifinales de la Copa CEV (segunda en importancia en Europa), siendo eliminados por el Chieri '76 italiano, posteriormente campeón de la competencia. En la temporada siguiente disputó junto a su equipo la Liga de Campeones, donde fueron eliminados en primera rueda. Finalizada la temporada 24/25 el club brasilero Osasco anunció su contratación.
A nivel selecciones, participó en dos mundiales juveniles antes de lograr el pase a la selección mayor, con la cual disputó el Campeonato Mundial de Voleibol Femenino de 2022. Fue señalada por la FIVB como "una jugadora a observar" y "uno de los talentos más promisorios de Argentina" durante el mundial sub-20 de 2021. En 2023 se consagró campeona de la Copa Panamericana con la selección argentina, tras anotar 16 puntos en la final (14 ataques, 1 bloqueo, 1 servicio). En el torneo logró además los galardones individuales de mejor anotadora, mejor servicio, mejor opuesta y jugadora más valiosa del certamen.  Al año siguiente consiguió el bicampeonato en la competencia tras derrotar a Estados Unidos en la final. En julio de 2025 se consagró campeona de la Copa América, quedándose además con el premio a la mejor opuesta y jugadora más valiosa del torneo.

## Trayectoria
- Sociedad Sportiva de Devoto
- Club Universitario de Córdoba  (2018-19)
- Estudiantes de La Plata  (2019-20)
- Boca Juniors  (2020-21)
- Béziers Volley  (2021-23)
- Levallois Paris Saint-Cloud  (2023-25)
- Osasco Voleibol Clube  (2025-)

## Selección nacional
Como integrante del seleccionado nacional argentino participó en las siguientes competencias:

### Torneos juveniles
| Año  | Competencia                    | Sede         | Resultado |
| ---- | ------------------------------ | ------------ | --------- |
| 2017 | Campeonato Sudamericano Sub-16 | Paraguay     | 1º        |
| 2018 | Campeonato Sudamericano Sub-18 | Colombia     | 1º        |
| 2018 | Campeonato Mundial Sub-18      | Egipto       | 12º       |
| 2019 | Campeonato Mundial Sub-20      | México       | 11°       |
| 2021 | Campeonato Mundial Sub-20      | Países Bajos | 11º       |

### Torneos mayores
| Año  | Competencia                                    | Sede               | Resultado |
| ---- | ---------------------------------------------- | ------------------ | --------- |
| 2021 | Campeonato Sudamericano                        | Colombia           | 3º        |
| 2022 | Campeonato Mundial de Voleibol Femenino        | Polonia/ Eslovenia | 16°       |
| 2023 | Copa Panamericana de Voleibol Femenino de 2023 | Puerto Rico        | 1.ª       |

## Distinciones individuales
- Mejor jugadora (MVP) y mejor opuesta - Campeonato Sudamericano de Voleibol Femenino Sub-18 de 2018
- Mejor jugadora (MVP) - Campeonato Sudamericano de Voleibol Femenino Sub-16 de 2017[18][19][20]
- Mejor anotadora, mejor servicio, mejor opuesta y jugadora más valiosa - Copa Panamericana de Voleibol Femenino de 2023[21]
- Mejor jugadora (MVP) y mejor opuesta - Copa América de Voleibol Femenino de 2025[13]